# Чемпионат России по русским шашкам среди женщин 2005 (молниеносная программа)
Чемпионат России по русским шашкам среди женщин 2005 года в молниеносной программе проводился в Адлере 7 октября.
Гл. судья Тетерина Т. Е., судья республиканской категории.
Гл. секретарь Шулюпов В. А., судья республиканской категории

## Итоговая таблица
| место | ФИО                              | Звание | Рейтинг | регион                           | Очки |
| ----- | -------------------------------- | ------ | ------- | -------------------------------- | ---- |
| 1     | Бушуева Екатерина Николаевна     | мгр    | 2693    | Москва                           | 8    |
| 2     | Мосалова Юлия Игоревна           | мгр    | 2451    | Калуга                           | 7    |
| 3     | Саршаева Жанна Сабитовна         | кмс    | 2250    | п. Новинка, Астраханская область | 6    |
| 4     | Кузина Юлия Владимировна         | кмс    | 2404    | Калуга                           | 6    |
| 5     | Морозова Софья Викторовна        | кмс    | 2293    | Калуга                           | 5½   |
| 6     | Смаженюк Анастасия Александровна | мс     | 2460    | Электросталь                     | 5½   |
| 7     | Ганина Любовь Анатольевна        | мс     | 2366    | Екатеринбург                     | 5½   |
| 8     | Полевая Ольга Сергеевна          | мс     | 2416    | Жуковка                          | 5    |
| 9     | Перчик Татьяна Владимировна      | кмс    | 2329    | Калуга                           | 5    |
| 10    | Суровцева Татьяна Николаевна     | мс     | 2367    | Москва                           | 5    |
| 11    | Елагина Анна Михайловна          | мс     | 2379    | Тихвин                           | 5    |
| 12    | Моржаедова Наталья Николаевна    | гр     | 2459    | Тагил                            | 5    |
| 13    | Яллина Евгения Вячеславовна      | кмс    | 2299    | Казань                           | 5    |
| 14    | Сога Светлана Валерьевна         | кмс    | 2258    | Челябинск                        | 4½   |
| 15    | Кузнецова Юлия Анатольевна       | мс     | 2404    | Королёв                          | 4½   |
| 16    | Варламова Ирина Владимировна     | кмс    | 2258    | Челябинск                        | 4½   |
| 17    | Феденичева И. В.                 | кмс    | 2246    | Самара                           | 4½   |
| 18    | Кожевникова Елена Владимировна   | кмс    | 2211    | Краснокаменск                    | 4    |
| 19    | Петрова Людмила Вячеславовна     | мс     | 2296    | Санкт-Петербург                  | 4    |
| 20    | Тагашова Светлана Юрьевна        | кмс    | 2257    | Челябинск                        | 4    |
| 21    | Клюшина Кира Валерьевна          | кмс    | 2257    | Электросталь                     | 3½   |
| 22    | Фомина А. Г.                     | кмс    | 2238    | Самара                           | 3½   |
| 23    | Цирулёва Татьяна Петровна        | кмс    | 2250    | Рузаевка                         | 3½   |
| 24    | Дашкова Гузялия Равильевна       | кмс    | 2239    | Самара                           | 3½   |
| 25    | Сорокина Инна Владимировна       | мс     | 2416    | Брянск                           | 3½   |
| 26    | Минаева Ольга Григорьевна        | кмс    | 2257    | Брянск                           | 3    |
| 27    | Калмыкова Ю. С.                  | I      | ---     | Самара                           | 2    |